# Hypotacha bubo
Hypotacha bubo là một loài bướm đêm trong họ Erebidae.